# Alhagi canescens
Alhagi canescens là một loài thực vật có hoa trong họ Đậu. Loài này được (Regel) B.Keller & Shap. miêu tả khoa học đầu tiên.